# Agulu
Agulu – miasto w Nigerii, w stanie Anambra.